# Smilosicyopus chloe
Smilosicyopus chloe is een straalvinnige vissensoort uit de familie van de grondels (Gobiidae). De wetenschappelijke naam van de soort is voor het eerst geldig gepubliceerd in 2001 door Watson, Keith & Marquet.